# Lepidopygia nana
Lepidopygia nana е вид птица от семейство Estrildidae.

## Разпространение
Видът е разпространен в Мадагаскар.